# انجمن کتابداری و اطلاع‌رسانی پزشکی ایران
سازمان جهانی بهداشت با همکاری معاونت پژوهشی «وزارت بهداشت، درمان و آموزش پزشکی» در شهریور۱۳۷۱، کارگاهی را با هدف معرفی «طرح اطلاعات بهداشتی- زیست پزشکی ایران»، برای کتابداران حوزه علوم پزشکی کشور برگزار کرد.
به دنبال برگزاری این کارگاه، گزارش جامعی از آن تهیه و به معاونت پژوهشی وزارت بهداشت ارائه شد. در آن گزارش، ضمن تشریح اهداف اجرای طرح مورد نظر در ایران، پیشنهادهایی مشتمل بر ۲۵ مورد مطرح گردید. از جمله موارد پیشنهادی، تقاضای تشکیل انجمن علمی کتابداری و اطلاع‌رسانی پزشکی بود که مورد تأیید مسئولان و کتابداران حاضر در جلسه ۲۵ مرداد ۱۳۷۱ قرار گرفت. برای پیگیری این موارد، کمیته‌ای منتخب از کتابداران در معاونت پژوهشی وزارتخانه تشکیل گردید و کار خود را آغاز کرد. اعضای این کمیته از ابتدا به‌عنوان مؤسسان انجمن به فعالیت پرداختند و در چند جلسه پیاپی، اساسنامه انجمن را در ۳۲ ماده و ۱۸ تبصره تدوین کردند و با ملحوظ‌داشتن نظر خبرگان این رشته، از معاونت پژوهشی وزارت بهداشت که خود عضو کمیسیون صدور مجوز انجمن‌های علمی بود، تصویب انجمن درخواست شد. در ۴ اردیبهشت ۱۳۷۲ اساسنامه انجمن رسماً مورد تصویب قرار گرفت و سرانجام در ۲۵ خرداد ۱۳۷۳ نخستین مجمع عمومی انجمن علمی کتابداری و اطلاع‌رسانی پزشکی ایران، به‌منظور انتخاب هیئت مدیره دوره اول برگزار گردید. 